# El hoyo 2
El hoyo 2 es una película de terror y ciencia ficción española de 2024, dirigida por Galder Gaztelu-Urrutia, quien la coescribió junto a David Desola, Pedro Rivero y Egoitz Moreno. Es una precuela de El hoyo (2019), y está protagonizada por Milena Smit y Hovik Keuchkerian. Se estrenó en Netflix el 4 de octubre de 2024.

## Trama
La película regresa al mundo de “El hoyo”, una gran prisión tipo “Centro de Autogestión Vertical” con forma de torre que alberga a varios criminales. Las decenas de pisos albergan a dos ocupantes por piso y un ascensor flotante les lleva comida según en un ciclo diario. A medida que transcurre la película, comienzan a atacarse entre sí en cada nivel.

## Elenco
- Milena Smit como Perempuan
- Hovik Keuchkerian como Zamiatin
- Natalia Tena como la mujer del nivel 51
- Óscar Jaenada como Dagin Babi
- Antonia San Juan como Imoguiri
- Zorion Eguileor como Trimagasi

## Producción
La película original se estrenó en Netflix en marzo de 2020. Posteriormente recibió un aumento de popularidad durante la pandemia de COVID-19 y se reveló que había sido vista por 56 millones de hogares durante sus primeras cuatro semanas de lanzamiento, una de las mayores cantidades para una de sus películas originales. 
Las discusiones sobre una secuela surgieron poco después del éxito de la película en 2020. En mayo de 2023, Netflix informó del inicio del rodaje de la secuela con Galder Gaztelu-Urrutia regresando como director y protagonizada por Hovik Keuchkerian y Milena Smit . 
Los lugares de rodaje incluyeron el BEC de Baracaldo . 

## Estreno
La película fue seleccionada para su proyección en la sección 'Culinary Zinema' del Festival Internacional de Cine de San Sebastián. Se estrenó en Netflix el 4 de octubre de 2024.

## Recepción
En el sitio web de reseñas Rotten Tomatoes, el 55% de las 11 reseñas de los críticos son positivas, con una calificación promedio de 5.8/10. Metacritic, que utiliza un promedio ponderado, le asignó a la película una puntuación de 46 sobre 100, basada en 6 críticos, lo que indica reseñas "mixtas o promedio". 